# Yohanan Aharoni

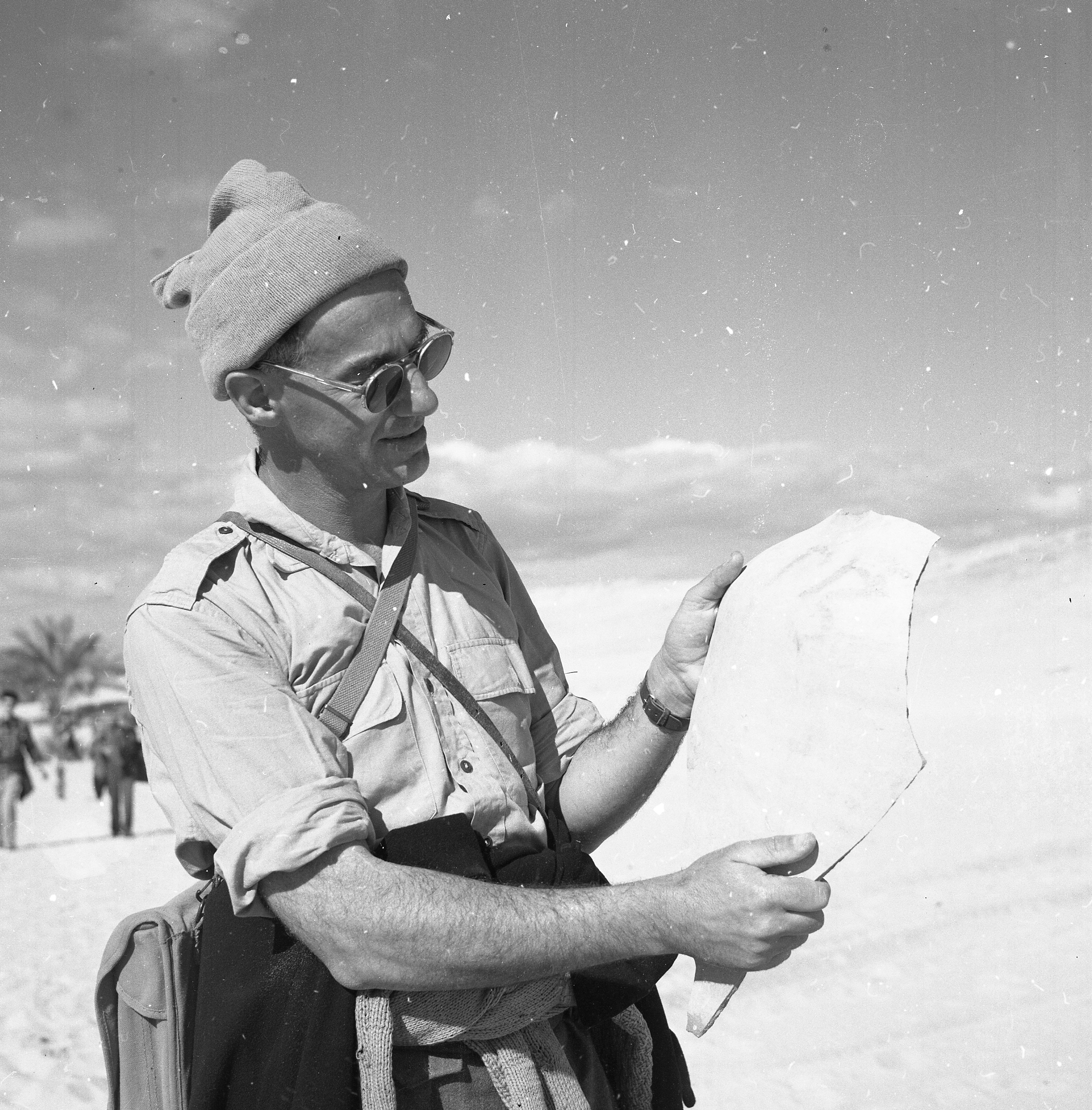
Aharoni in Tell Abu Salima, Nordsinai (1954)

Yohanan Aharoni (hebräisch יֹוחָנָן אַהֲרוֹנִי Jōchanan Aharōnī, geboren als Johann Aronheim; 7. Juni 1919 in Frankfurt an der Oder; † 9. Februar 1976 in Tel Aviv) war ein israelischer Archäologe.

## Leben
Johann Aronheim war ein Sohn des Rechtsanwalts Heinrich Aronheim und der Eugenie Simon, er hatte zwei Brüder. 1933 emigrierte Yohanan Aharoni aus Nazi-Deutschland nach Palästina und wurde ein Gründungsmitglied des Kibbuz Allonim, wo er bis 1947 lebte. 1948 bis 1950 diente er in den israelische Verteidigungsstreitkräften. Im neu gegründeten Staat Israel begann er seine archäologische Karriere am Department of Antiquities als Inspektor für galiläische Altertümer. 1968 ging er im Rang eines Professors an die Universität Tel Aviv und wurde auch Vorsitzender der Abteilung für Archäologie und altorientalische Kulturen. 1957 entdeckte und untersuchte er die Ruine einer Festung auf dem Plateau östlich von En-Qudes. 1962 entdeckte er im Tel Arad das House of Yahweh. 1965 bis 1971 unternahm er mit einem seiner Schüler, Volkmar Fritz, Ausgrabungen in Tel Arad, Lachisch und Tell Beʾer Scheva.

## Veröffentlichungen
- The Land of the Bible. Historical Geography, 1981
- Carta Bible Atlas, 2002
- mit Michael Avi-Yonah: Macmillan Bible Atlas, 1993
- Investigations at Lachish. The sanctuary and the residency, 1975
- The Sanctuary of Beer-Sheva, 1975
- Beer-Sheba I. Excavations at Tel Beer-Sheba, 1969–1971, 1973
- The Arad Inscriptions, 1981
- Hitnahlut Shivtei-Yisrael ba-Galil ha-ʿEliyon (The Settlement of the Israelite Tribes in the Upper Galilee). Jerusalem: Magnes Press, Hebrew University, 1957